# Antibes-Centre (tổng)
Tổng Antibes-Centre là một tổng của Pháp. Tổng này nằm ở tỉnh Alpes-Maritimes trong vùng Provence-Alpes-Côte d’Azur.

## Các đơn vị hành chính
Tổng Antibes-Centre bao gồm một phần thị xã Antibes.

## Lịch sử
| Ngày bầu cử                                                              | Tên              | Đảng | Tư cách                |
| ------------------------------------------------------------------------ | ---------------- | ---- | ---------------------- |
| Jean Bunoz fut le premier Conseiller Général du Canton d'Antibes-Centre. |                  |      |                        |
| 1985                                                                     | M. Jean Bunoz    | UDF  | Phó thị trưởng Antibes |
| 1992                                                                     | M. Jean Bunoz    | UDF  | Phó thị trưởng Antibes |
| 1998                                                                     | Dr. Georges Roux | UDF  | Phó thị trưởng Antibes |
| 2004                                                                     | Dr. Georges Roux | UMP  | Phó thị trưởng Antibes |

## Biến động dân số
| 1882                                         | 1926 | 1962 | 1968 | 1975 | 1982 | 1990 | 1999   |
|                                              |      |      |      |      |      |      | 28 502 |
| -------------------------------------------- | ---- | ---- | ---- | ---- | ---- | ---- | ------ |
| Số liệu từ năm 1990: Dân số không tính trùng |      |      |      |      |      |      |        |